# فرودگاه نووی اورنگوی
فرودگاه نووی اورنگوی (به روسی: Аэропорт Новый Уренгой) فرودگاهی عمومی واقع در نووی اورنگوی در یامالو-ننتس در کشور روسیه است.

## شرکت‌های هواپیمایی و مقصدهای پروازی
| شرکت‌های هواپیمایی                      | مقصدهای پروازی                                                              |
| -------------------------------------- | --------------------------------------------------------------------------- |
| آئروفلوت                               | شرمتیوو                                                                     |
| Gazpromavia                            | ونوکووا                                                                     |
| ایر آئرو                               | فصلی: سوچی                                                                  |
| RusLine                                | کولتسوو                                                                     |
| اس۷ ایرلاینز                           | تولمچوا                                                                     |
| اس۷ ایرلاینز اجرا توسط گلوبوس ایرلاینز | دوموده‌دوو                                                                   |
| یوتی‌ایر اوییشن                         | ونوکووا، رسچینو، اوفا فصلی: پاشکوفسکی                                       |
| یامال ایرلاینز                         | دوموده‌دوو، تولمچوا، سالخارد، رسچینو، اوفا، کولتسوو فصلی: بلگورود، سیمفروپول |